# Alexander Gode
Alexander Gottfried Friedrich Gode-von Aesch, född 30 oktober 1906, död 10 augusti 1970, Ph.D. (fil.dr.), språkforskare och den främsta drivkraften bakom framtagandet av det internationella hjälpspråket interlingua.
Gode-von Aesch levde och verkade i New York, men var född i Bremen, Tyskland. Hans far var tysk och hans mor schweiziska, tillhörande den gamla borgarfamiljen von Aesch.
Gode-von Aesch undervisade i romanska språk och tyska vid Columbia University och University of Chicago, och arbetade aktivt för interlingua från 1934.
Han redigerade referenslitteratur 1943 - 1946 och publicerade tillsammans med E. Clark Stillman serien Spanish at Sight, French at Sight och Portuguese at Sight. Översatte hundratals artiklar och några böcker från flera språk till engelska. Utgav 1941 300 sidor om Natural Science in German Romanticism. Grundade 1946 förlaget Storm Publishers, som han även ledde.
Gode ledde från 1946 IALA:s, International Auxiliary Language Association, forskning för att ta fram ett nytt internationell hjälpspråk, interlingua, och var redaktör för Interlingua-English Dictionary (1951) och medförfattare till Interlingua Grammar (tills. med Hugh E. Blair, 1951). Efter detta var han chef för Interlingua Division vid Science Service (1953 - 1967). 
Gode-von Aesch författade åtskilliga publikationer på interlingua och tyska. Var med och grundade American Translator Society, och blev även dess första ordförande. Under sina sista år översatte han vetenskapliga texter via sin firma Interlingua Translations. Gode-von Aesch var medförfattare till Interlingua a prime vista, som grundade sig på serien ... at Sight. Han belönades bl.a. med Harald Swanberg Distinguished Service Award av American Medical Writers' Association för sina utmärkta bidrag till medicinska tidskrifter och för sammanfattningar på interlingua; premierades även av Fédération Internationale des Traducteurs för översättningar av vetenskapliga publikationer samt för sitt arbete för översättaryrket.